# Алтамира (пещера)
Алтамира (на испански: Altamira) е естествена пещера в скала в Испания, прочута със своите древни рисунки от горния палеолит, които изобразяват животни и човешки ръце. Тя е разположена до град Сантиляна дел Мар, Кантабрия, на 30 km западно от столицата на региона Сантандер. Пещерата и нейните рисунки са обявени за част от Световното културно наследство на ЮНЕСКО.
Открита е през 1868 г. от Модесто Кубийас след което последва проучване от археолога аматьор Марселино Санс де Саутуола през 1879 г. Тя е дълга 296 метра и се състои от серия от извиващи се проходи и зали. Тя е обитавана отпреди 18 500 години, изоставена е преди 14 000 години, а скала, която пада хиляда години по-късно я запечатва и запазва. В Алтамира има множество рисунки, от които най-известни със своята красота и реалистичност са бизоните. Навремето Саутола е обвинен във фалшификация. Впоследствие британският учен Алистър Пайк, от Университетат в Бристол доказва, че датировката е дори по-стара -35 000 пр. н.е С Това Атамира държи "първенство" пред подобни рисунки във Франция и Италия  строени пр. 30 000 пр. не.
Тъй като рисунките се увреждат от дишането на посетителите, пещерата е затворена за туристи през 1977 г., а през 1982 г. е отворена, но с ограничен достъп. През 2002 г. е построена реплика близо до нея и музей. Реплика е изградена и в Националния археологически музей на Испания в Мадрид.
Стилът на голяма част от творбите е част от така наречената „франко-кантабрийска школа“, характеризираща се с реализма на представените фигури. Съдържа полихромни картини, гравюри, черни, червени и охра картини, представящи животни, антропоморфни фигури, абстрактни и нефигуративни рисунки.
Що се отнася до полихромния таван, той е получил квалификация като Сикстинска капела на скалното изкуство.